# Comuna Korciv, Sokal
Korciv (în ucraineană Корчів) este o comună în raionul Sokal, regiunea Liov, Ucraina, formată din satele Korciv (reședința) și Staiivka.

## Demografie
Componența lingvistică a comunei Korciv
     Ucraineană (99,89%)
     Alte limbi (0,11%)
Conform recensământului din 2001, majoritatea populației comunei Korciv era vorbitoare de ucraineană (99,89%), existând în minoritate și vorbitori de alte limbi.